# Tipula oncerodes
Tipula oncerodes är en tvåvingeart som beskrevs av Alexander 1933. Tipula oncerodes ingår i släktet Tipula och familjen storharkrankar. Inga underarter finns listade i Catalogue of Life.